# 埼玉みずほ農業協同組合
埼玉みずほ農業協同組合（さいたまみずほのうぎょうきょうどうくみあい）は、埼玉県北葛飾郡の中北部（旧郡域（現在の市部）を含む）を主な管轄域とする農業協同組合。本店所在地は幸手市。通称、JA埼玉みずほ。

## 概要
1993年（平成5年）4月1日に埼玉県農業協同組合中央会の奨励により幸手市農協・杉戸町農協・栗橋町農協・鷲宮町農協・埼玉庄和農協の5農協が合併し成立した農業協同組合である。管轄区域として、幸手市、春日部市の一部（旧庄和町地区）、久喜市の一部（旧栗橋町地区、旧鷲宮町地区）、北葛飾郡杉戸町である。

## 店舗
- 本店: 埼玉県幸手市東3丁目10番43号
- 久喜市
  - 栗橋区域: 栗橋支店
  - 鷲宮区域: 桜田支店
- 幸手市: 幸手支店、幸手東支店、農産物直売所「さくらファーム」
- 杉戸町:  杉戸東支店、杉戸中央支店
- 春日部市: 庄和東支店、庄和中央支店

## 管内の生産物
- 春 - いちご、大根、キャベツ、玉ねぎ、ジャガイモ、レタス
- 夏 - なす、きゅうり、トマト、カボチャ
- 秋 - なす、きゅうり、米
- 冬 - 白菜、大根、キャベツ、ねぎ、ほうれんそう
- 通年 - コマツナ、花

## 事業規模
- 貯金高　108,200
- 貸付金高  21,016
- 長期共済保有高  411,167
- 購買品供給高  1,347

（単位：百万円）
※2009年2月末事業量(『さいたまみずほ』2009年4月号より)